# Eden Roc (Hawaï)
Pour les articles homonymes, voir Eden Roc.
Eden Roc est une zone de recensement (census-designated place) des États-Unis. Elle est située dans le district de Puna, dans le comté de Hawaï de l'État du même nom, dans le sud-est de l'île d'Hawaï.
La localité se trouve sur les flancs du Kīlauea, au nord-est de sa caldeira sommitale.